# Bryan Trottier

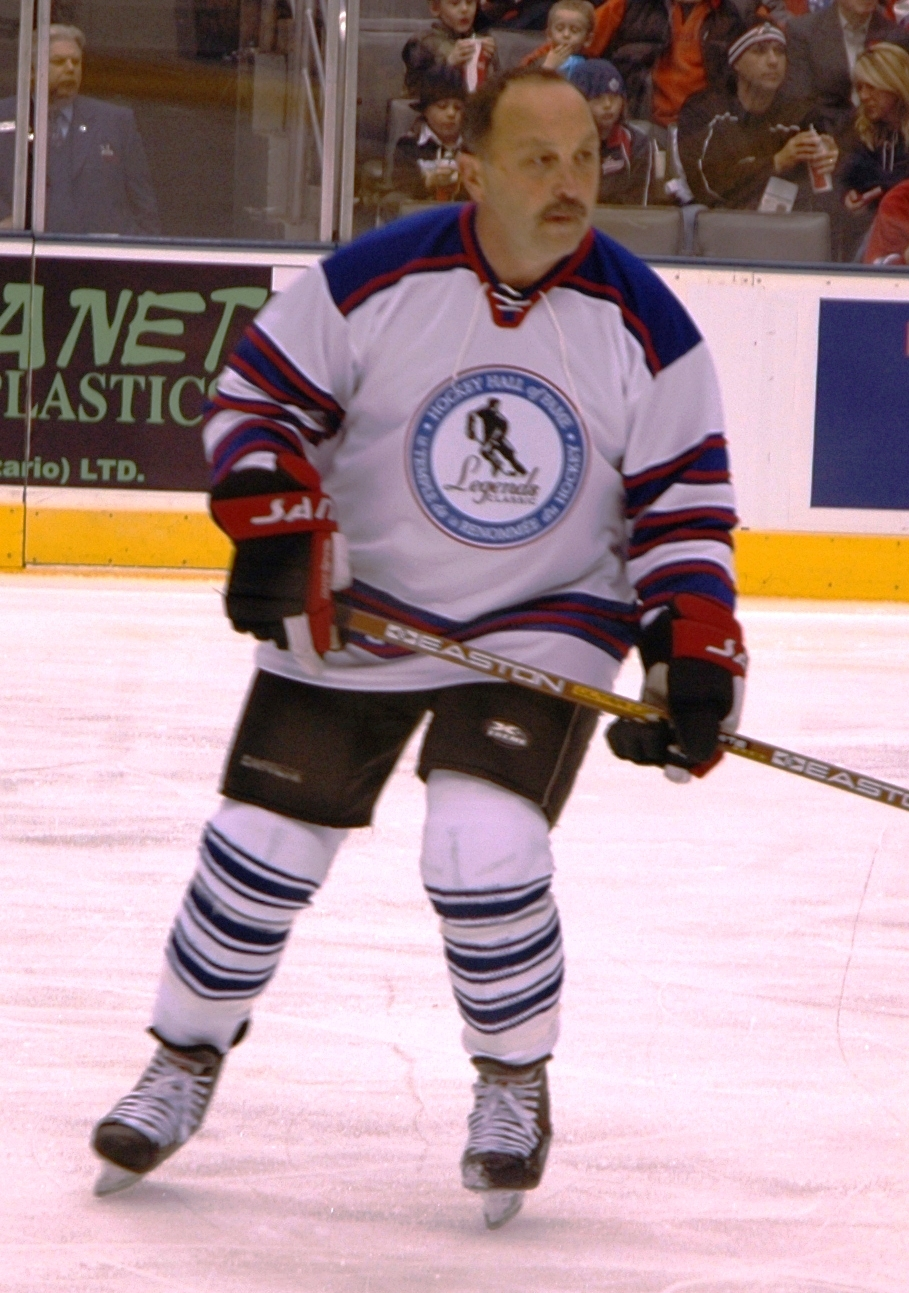
Bryan Trottier

Bryan John Trottier (Val Marie, SK, 17 juli 1956) is een gepensioneerde Canadees professioneel ijshockey speler die 18 seizoenen in de National Hockey League voor de New York Islanders en de Pittsburgh Penguins speelde. Hij won vier Stanley Cups met New York Islanders, twee met de Penguins en één als assistent coach met de Colorado Avalanche.
- Library of Congress Control Number: no2015066933
- MusicBrainz: ccc92664-ec94-472b-897d-406b334c043e
- Virtual International Authority File: 316390932
- WorldCat: E39PBJrRhtDq3Xrfg77cCGwwG3